# Riccardia algoides
Riccardia algoides là một loài rêu trong họ Aneuraceae. Loài này được Taylor Meenks mô tả khoa học đầu tiên năm 1987.